# 察汗托海河
察汗托海河，流经中华人民共和国与哈萨克斯坦交界地区的一条河流，属于额敏河支流。发源于中国新疆维吾尔自治区塔城地区裕民县巴尔鲁克山北坡，自源头由南向北流经21千米，右纳小溪阿勒玛萨依河后转向西流，后转90度向正北流，在察汗托海牧场（裕民县老县城）处又转90度向西流，约17千米后，又转向北偏西流，下行9千米于雀干托盖以西进入哈萨克斯坦东哈萨克斯坦州乌尔扎尔区境内，约20千米后汇入额敏河。中国境内河长57千米，流域面积约578平方千米，年均径流量约0.6亿立方米。